# Catedral de Badajoz
La Catedral de Badajoz (o Catedral de Sant Joan Bautista) està situada en la Plaça d'Espanya, en el centre de Badajoz, a Extremadura. Juntament amb la Catedral de Mèrida, és la seu dels arquebisbes extremenys.

## Història
Després de la conquesta cristiana de la ciutat el 1230, va ser nomenat bisbe Fra Pedro Pérez. Dos anys després, es va plantejar la necessitat de construir una catedral. Es va triar com emplaçament el Campo de San Juan, un terreny situat en l'exterior de l'alcazaba.
El 1276, la catedral va ser consagrada, sota l'advocació de sant Joan Baptista. Malgrat això, les obres de l'edifici van continuar fins al segle xv, no quedant completament acabat fins al segle xviii.

## Estructura
Exteriorment, la Catedral de Badajoz s'assembla a una fortalesa: posseeix forts murs, merlets i una sòbria i poderosa torre on es troba el campanar.
- La torre és el seu element exterior més destacat. Té 11 metres d'amplària i 41 metres d'altura, i està dotada de tres cossos i campanar. Encara que la fisonomia actual ens ofereix una única torre, va haver projectes de construir dos, una a cada costat de la façana principal, però per diversos motius i vicissituds en la història de la ciutat tan sols va poder ser aixecada la que avui podem contemplar.
- La Porta de Sant Joan
- La Porta de l'Anyell
- La Porta de Sant Blas